# Élections fédérales canadiennes de 2006 dans les territoires du Nord canadien
Ceci sont les résultats des élections fédérales canadiennes de 2006 dans les territoires du Yukon, des Territoires-du-Nord-Ouest et du Nunavut. Les candidats sortants sont en italiques ; les gagnants sont en caractères gras.

## Nunavut
- Nancy Karetak-Lindell - Parti libéral
- David Aglukark - Parti conservateur
- Amanda Ford-Rogers - Nouveau Parti démocratique
- Ed de Vries - Parti marijuana
- Feliks Kappi - Parti vert

## Arctique-Ouest
- Dennis Bevington - Nouveau Parti démocratique
- Ethel Blondin-Andrew - Parti libéral
- Richard Edjercon - Parti conservateur
- Alexandre Beaudin - Parti vert
- Jan H. van der Veen - Indépendant

## Yukon
- Larry Bagnell - Parti libéral
- Pam Boyde - Nouveau Parti démocratique
- Susan Greetham - Parti conservateur
- Philippe le Blond - Parti vert